# Tour de Burgos 2019
Le Tour de Burgos 2019 est la 41e édition de cette course cycliste sur route masculine, disputée dans la province de Burgos en Espagne. Il a lieu du 13 au 17 août. Il est inscrit à l'UCI Europe Tour 2019 en catégorie 2.HC.

## Équipes
| WorldTeams (4)- Movistar Team - Ineos - Dimension Data - UAE Team Emirates Équipes continentales professionnelles (11)- Androni Giocattoli-Sidermec - Delko-Marseille Provence - Wanty-Groupe Gobert - Neri Sottoli-Selle Italia-KTM - Vital Concept-B&B Hotels - W52-FC Porto - Israel Cycling Academy - Gazprom-RusVelo - Burgos-BH - Caja Rural-Seguros RGA - Euskadi Basque Country-Murias Équipes continentales (3)- Kometa - Fundación Euskadi - IAM Excelsior |
| |

## Étapes
| Étape     | Date    | Villes étapes                                   | type                      | Distance (km) | Vainqueur d'étape | Leader du classement général |
| --------- | ------- | ----------------------------------------------- | ------------------------- | ------------- | ----------------- | ---------------------------- |
| 1re étape | 13 août | Burgos – Burgos                                 | étape de plaine           | 162           | Giacomo Nizzolo   | Giacomo Nizzolo              |
| 2e étape  | 14 août | Gumiel de Izán – Lerma                          | étape de plaine           | 155           | Jon Aberasturi    | Giacomo Nizzolo              |
| 3e étape  | 15 août | Sargentes de la Lora – Espinosa de los Monteros | étape de moyenne montagne | 150           | Iván Sosa         | Iván Sosa                    |
| 4e étape  | 16 août | Atapuerca – Clunia                              | étape de plaine           | 174           | Alex Aranburu     | Iván Sosa                    |
| 5e étape  | 17 août | Santo Domingo de Silos – Lagunas de Neila       | étape de montagne         | 146           | Iván Sosa         | Iván Sosa                    |

## Déroulement de la course

### 1reétape
| \| Classement de l'étape \| Classement de l'étape \| Classement de l'étape \| Classement de l'étape \| Classement de l'étape \| \| Coureur \| Coureur \| Pays \| Équipe \| Temps \| \| --------------------- \| --------------------- \| --------------------- \| --------------------------- \| --------------------- \| \| 1er \| Giacomo Nizzolo \| Italie \| Dimension Data \| 3 h 39 min 17 s \| \| 2e \| Alex Aranburu \| Espagne \| Caja Rural-Seguros RGA \| + 0 s \| \| 3e \| Eduard-Michael Grosu \| Roumanie \| Delko Marseille Provence \| + 5 s \| \| 4e \| Rui Costa \| Portugal \| UAE Team Emirates \| + 5 s \| \| 5e \| Sergey Chernetskiy \| Russie \| Caja Rural-Seguros RGA \| + 5 s \| \| 6e \| Gonzalo Serrano \| Espagne \| Caja Rural-Seguros RGA \| + 7 s \| \| 7e \| Guillaume Martin \| France \| Wanty-Gobert \| + 7 s \| \| 8e \| Francesco Gavazzi \| Italie \| Androni Giocattoli-Sidermec \| + 9 s \| \| 9e \| Fabian Lienhard \| Suisse \| IAM Excelsior \| + 9 s \| \| 10e \| Aleksandr Riabushenko \| Biélorussie \| UAE Team Emirates \| + 9 s \| |                       |             |                             |                 |
| |                       |             |                             |                 |
| Source : ProCyclingStats |                       |             |                             |                 |
| Classement de l'étape |                       |             |                             |                 |
| Coureur | Coureur               | Pays        | Équipe                      | Temps           |
| 1er | Giacomo Nizzolo       | Italie      | Dimension Data              | 3 h 39 min 17 s |
| 2e | Alex Aranburu         | Espagne     | Caja Rural-Seguros RGA      | + 0 s           |
| 3e | Eduard-Michael Grosu  | Roumanie    | Delko Marseille Provence    | + 5 s           |
| 4e | Rui Costa             | Portugal    | UAE Team Emirates           | + 5 s           |
| 5e | Sergey Chernetskiy    | Russie      | Caja Rural-Seguros RGA      | + 5 s           |
| 6e | Gonzalo Serrano       | Espagne     | Caja Rural-Seguros RGA      | + 7 s           |
| 7e | Guillaume Martin      | France      | Wanty-Gobert                | + 7 s           |
| 8e | Francesco Gavazzi     | Italie      | Androni Giocattoli-Sidermec | + 9 s           |
| 9e | Fabian Lienhard       | Suisse      | IAM Excelsior               | + 9 s           |
| 10e | Aleksandr Riabushenko | Biélorussie | UAE Team Emirates           | + 9 s           |

| \| Classement général \| Classement général \| Classement général \| Classement général \| Classement général \| \| Coureur \| Coureur \| Pays \| Équipe \| Temps \| \| ------------------ \| --------------------- \| ------------------ \| --------------------------- \| ------------------ \| \| 1er \| Giacomo Nizzolo \| Italie \| Dimension Data \| 3 h 39 min 17 s \| \| 2e \| Alex Aranburu \| Espagne \| Caja Rural-Seguros RGA \| + 0 s \| \| 3e \| Eduard-Michael Grosu \| Roumanie \| Delko Marseille Provence \| + 0 s \| \| 4e \| Rui Costa \| Portugal \| UAE Team Emirates \| + 5 s \| \| 5e \| Sergey Chernetskiy \| Russie \| Caja Rural-Seguros RGA \| + 5 s \| \| 6e \| Gonzalo Serrano \| Espagne \| Caja Rural-Seguros RGA \| + 7 s \| \| 7e \| Guillaume Martin \| France \| Wanty-Gobert \| + 7 s \| \| 8e \| Francesco Gavazzi \| Italie \| Androni Giocattoli-Sidermec \| + 9 s \| \| 9e \| Fabian Lienhard \| Suisse \| IAM Excelsior \| + 9 s \| \| 10e \| Aleksandr Riabushenko \| Biélorussie \| UAE Team Emirates \| + 9 s \| |                       |             |                             |                 |
| |                       |             |                             |                 |
| Source : ProCyclingStats |                       |             |                             |                 |
| Classement général |                       |             |                             |                 |
| Coureur | Coureur               | Pays        | Équipe                      | Temps           |
| 1er | Giacomo Nizzolo       | Italie      | Dimension Data              | 3 h 39 min 17 s |
| 2e | Alex Aranburu         | Espagne     | Caja Rural-Seguros RGA      | + 0 s           |
| 3e | Eduard-Michael Grosu  | Roumanie    | Delko Marseille Provence    | + 0 s           |
| 4e | Rui Costa             | Portugal    | UAE Team Emirates           | + 5 s           |
| 5e | Sergey Chernetskiy    | Russie      | Caja Rural-Seguros RGA      | + 5 s           |
| 6e | Gonzalo Serrano       | Espagne     | Caja Rural-Seguros RGA      | + 7 s           |
| 7e | Guillaume Martin      | France      | Wanty-Gobert                | + 7 s           |
| 8e | Francesco Gavazzi     | Italie      | Androni Giocattoli-Sidermec | + 9 s           |
| 9e | Fabian Lienhard       | Suisse      | IAM Excelsior               | + 9 s           |
| 10e | Aleksandr Riabushenko | Biélorussie | UAE Team Emirates           | + 9 s           |

### 2eétape
| \| Classement de l'étape \| Classement de l'étape \| Classement de l'étape \| Classement de l'étape \| Classement de l'étape \| \| Coureur \| Coureur \| Pays \| Équipe \| Temps \| \| --------------------- \| --------------------- \| --------------------- \| --------------------------- \| --------------------- \| \| 1er \| Jon Aberasturi \| Espagne \| Caja Rural-Seguros RGA \| 3 h 33 min 49 s \| \| 2e \| Giacomo Nizzolo \| Italie \| Dimension Data \| + 2 s \| \| 3e \| Jhonatan Narváez \| Équateur \| Team Ineos \| + 2 s \| \| 4e \| Manuel Belletti \| Italie \| Androni Giocattoli-Sidermec \| + 2 s \| \| 5e \| Alex Aranburu \| Espagne \| Caja Rural-Seguros RGA \| + 2 s \| \| 6e \| Juan José Lobato \| Espagne \| Nippo-Vini Fantini-Faizanè \| + 5 s \| \| 7e \| Mihkel Räim \| Estonie \| Israel Cycling Academy \| + 5 s \| \| 8e \| Kris Boeckmans \| Belgique \| Vital Concept-B&B Hotels \| + 5 s \| \| 9e \| Fabian Lienhard \| Suisse \| IAM Excelsior \| + 5 s \| \| 10e \| Gonzalo Serrano \| Espagne \| Caja Rural-Seguros RGA \| + 5 s \| |                  |          |                             |                 |
| |                  |          |                             |                 |
| Source : ProCyclingStats |                  |          |                             |                 |
| Classement de l'étape |                  |          |                             |                 |
| Coureur | Coureur          | Pays     | Équipe                      | Temps           |
| 1er | Jon Aberasturi   | Espagne  | Caja Rural-Seguros RGA      | 3 h 33 min 49 s |
| 2e | Giacomo Nizzolo  | Italie   | Dimension Data              | + 2 s           |
| 3e | Jhonatan Narváez | Équateur | Team Ineos                  | + 2 s           |
| 4e | Manuel Belletti  | Italie   | Androni Giocattoli-Sidermec | + 2 s           |
| 5e | Alex Aranburu    | Espagne  | Caja Rural-Seguros RGA      | + 2 s           |
| 6e | Juan José Lobato | Espagne  | Nippo-Vini Fantini-Faizanè  | + 5 s           |
| 7e | Mihkel Räim      | Estonie  | Israel Cycling Academy      | + 5 s           |
| 8e | Kris Boeckmans   | Belgique | Vital Concept-B&B Hotels    | + 5 s           |
| 9e | Fabian Lienhard  | Suisse   | IAM Excelsior               | + 5 s           |
| 10e | Gonzalo Serrano  | Espagne  | Caja Rural-Seguros RGA      | + 5 s           |

| \| Classement général \| Classement général \| Classement général \| Classement général \| Classement général \| \| Coureur \| Coureur \| Pays \| Équipe \| Temps \| \| ------------------ \| -------------------- \| ------------------ \| --------------------------- \| ------------------ \| \| 1er \| Giacomo Nizzolo \| Italie \| Dimension Data \| 7 h 13 min 08 s \| \| 2e \| Alex Aranburu \| Espagne \| Caja Rural-Seguros RGA \| + 0 s \| \| 3e \| Rui Costa \| Portugal \| UAE Team Emirates \| + 8 s \| \| 4e \| Sergey Chernetskiy \| Russie \| Caja Rural-Seguros RGA \| + 8 s \| \| 5e \| Eduard-Michael Grosu \| Roumanie \| Delko Marseille Provence \| + 8 s \| \| 6e \| Gonzalo Serrano \| Espagne \| Caja Rural-Seguros RGA \| + 10 s \| \| 7e \| Guillaume Martin \| France \| Wanty-Gobert \| + 10 s \| \| 8e \| Fabian Lienhard \| Suisse \| IAM Excelsior \| + 12 s \| \| 9e \| Carlos Betancur \| Colombie \| Movistar Team \| + 12 s \| \| 10e \| Francesco Gavazzi \| Italie \| Androni Giocattoli-Sidermec \| + 12 s \| |                      |          |                             |                 |
| |                      |          |                             |                 |
| Source : ProCyclingStats |                      |          |                             |                 |
| Classement général |                      |          |                             |                 |
| Coureur | Coureur              | Pays     | Équipe                      | Temps           |
| 1er | Giacomo Nizzolo      | Italie   | Dimension Data              | 7 h 13 min 08 s |
| 2e | Alex Aranburu        | Espagne  | Caja Rural-Seguros RGA      | + 0 s           |
| 3e | Rui Costa            | Portugal | UAE Team Emirates           | + 8 s           |
| 4e | Sergey Chernetskiy   | Russie   | Caja Rural-Seguros RGA      | + 8 s           |
| 5e | Eduard-Michael Grosu | Roumanie | Delko Marseille Provence    | + 8 s           |
| 6e | Gonzalo Serrano      | Espagne  | Caja Rural-Seguros RGA      | + 10 s          |
| 7e | Guillaume Martin     | France   | Wanty-Gobert                | + 10 s          |
| 8e | Fabian Lienhard      | Suisse   | IAM Excelsior               | + 12 s          |
| 9e | Carlos Betancur      | Colombie | Movistar Team               | + 12 s          |
| 10e | Francesco Gavazzi    | Italie   | Androni Giocattoli-Sidermec | + 12 s          |

### 3eétape
| \| Classement de l'étape \| Classement de l'étape \| Classement de l'étape \| Classement de l'étape \| Classement de l'étape \| \| Coureur \| Coureur \| Pays \| Équipe \| Temps \| \| --------------------- \| ---------------------------- \| --------------------- \| ----------------------------- \| --------------------- \| \| 1er \| Iván Sosa \| Colombie \| Team Ineos \| 3 h 58 min 21 s \| \| 2e \| Óscar Rodríguez Garaicoechea \| Espagne \| Euskadi Basque Country-Murias \| + 17 s \| \| 3e \| Antonio Pedrero \| Espagne \| Movistar Team \| + 24 s \| \| 4e \| David de la Cruz \| Espagne \| Team Ineos \| + 30 s \| \| 5e \| Kevin Rivera \| Costa Rica \| Androni Giocattoli-Sidermec \| + 30 s \| \| 6e \| Richard Carapaz \| Équateur \| Movistar Team \| + 37 s \| \| 7e \| Pierre Rolland \| France \| Vital Concept-B&B Hotels \| + 49 s \| \| 8e \| Guillaume Martin \| France \| Wanty-Gobert \| + 1 min 07 s \| \| 9e \| Amanuel Ghebreigzabhier \| Érythrée \| Dimension Data \| + 1 min 10 s \| \| 10e \| Rui Vinhas \| Portugal \| W52-FC Porto \| + 1 min 12 s \| |                              |            |                               |                 |
| |                              |            |                               |                 |
| Source : ProCyclingStats |                              |            |                               |                 |
| Classement de l'étape |                              |            |                               |                 |
| Coureur | Coureur                      | Pays       | Équipe                        | Temps           |
| 1er | Iván Sosa                    | Colombie   | Team Ineos                    | 3 h 58 min 21 s |
| 2e | Óscar Rodríguez Garaicoechea | Espagne    | Euskadi Basque Country-Murias | + 17 s          |
| 3e | Antonio Pedrero              | Espagne    | Movistar Team                 | + 24 s          |
| 4e | David de la Cruz             | Espagne    | Team Ineos                    | + 30 s          |
| 5e | Kevin Rivera                 | Costa Rica | Androni Giocattoli-Sidermec   | + 30 s          |
| 6e | Richard Carapaz              | Équateur   | Movistar Team                 | + 37 s          |
| 7e | Pierre Rolland               | France     | Vital Concept-B&B Hotels      | + 49 s          |
| 8e | Guillaume Martin             | France     | Wanty-Gobert                  | + 1 min 07 s    |
| 9e | Amanuel Ghebreigzabhier      | Érythrée   | Dimension Data                | + 1 min 10 s    |
| 10e | Rui Vinhas                   | Portugal   | W52-FC Porto                  | + 1 min 12 s    |

| \| Classement général \| Classement général \| Classement général \| Classement général \| Classement général \| \| Coureur \| Coureur \| Pays \| Équipe \| Temps \| \| ------------------ \| ---------------------------- \| ------------------ \| ----------------------------- \| ------------------ \| \| 1er \| Iván Sosa \| Colombie \| Team Ineos \| 11 h 11 min 47 s \| \| 2e \| Óscar Rodríguez Garaicoechea \| Espagne \| Euskadi Basque Country-Murias \| + 17 s \| \| 3e \| Antonio Pedrero \| Espagne \| Movistar Team \| + 24 s \| \| 4e \| David de la Cruz \| Espagne \| Team Ineos \| + 30 s \| \| 5e \| Richard Carapaz \| Équateur \| Movistar Team \| + 37 s \| \| 6e \| Guillaume Martin \| France \| Wanty-Gobert \| + 59 s \| \| 7e \| Pierre Rolland \| France \| Vital Concept-B&B Hotels \| + 59 s \| \| 8e \| Amanuel Ghebreigzabhier \| Érythrée \| Dimension Data \| + 1 min 07 s \| \| 9e \| Rui Vinhas \| Portugal \| W52-FC Porto \| + 1 min 12 s \| \| 10e \| Miguel Flórez \| Colombie \| Androni Giocattoli-Sidermec \| + 1 min 14 s \| |                              |          |                               |                  |
| |                              |          |                               |                  |
| Source : ProCyclingStats |                              |          |                               |                  |
| Classement général |                              |          |                               |                  |
| Coureur | Coureur                      | Pays     | Équipe                        | Temps            |
| 1er | Iván Sosa                    | Colombie | Team Ineos                    | 11 h 11 min 47 s |
| 2e | Óscar Rodríguez Garaicoechea | Espagne  | Euskadi Basque Country-Murias | + 17 s           |
| 3e | Antonio Pedrero              | Espagne  | Movistar Team                 | + 24 s           |
| 4e | David de la Cruz             | Espagne  | Team Ineos                    | + 30 s           |
| 5e | Richard Carapaz              | Équateur | Movistar Team                 | + 37 s           |
| 6e | Guillaume Martin             | France   | Wanty-Gobert                  | + 59 s           |
| 7e | Pierre Rolland               | France   | Vital Concept-B&B Hotels      | + 59 s           |
| 8e | Amanuel Ghebreigzabhier      | Érythrée | Dimension Data                | + 1 min 07 s     |
| 9e | Rui Vinhas                   | Portugal | W52-FC Porto                  | + 1 min 12 s     |
| 10e | Miguel Flórez                | Colombie | Androni Giocattoli-Sidermec   | + 1 min 14 s     |

### 4eétape
| \| Classement de l'étape \| Classement de l'étape \| Classement de l'étape \| Classement de l'étape \| Classement de l'étape \| \| Coureur \| Coureur \| Pays \| Équipe \| Temps \| \| --------------------- \| --------------------- \| --------------------- \| ------------------------ \| --------------------- \| \| 1er \| Alex Aranburu \| Espagne \| Caja Rural-Seguros RGA \| 4 h 07 min 55 s \| \| 2e \| Aleksandr Riabushenko \| Biélorussie \| UAE Team Emirates \| + 0 s \| \| 3e \| Rui Costa \| Portugal \| UAE Team Emirates \| + 0 s \| \| 4e \| Cyril Gautier \| France \| Vital Concept-B&B Hotels \| + 0 s \| \| 5e \| Jhonatan Narváez \| Équateur \| Team Ineos \| + 0 s \| \| 6e \| Richard Carapaz \| Équateur \| Movistar Team \| + 0 s \| \| 7e \| Pierre Rolland \| France \| Vital Concept-B&B Hotels \| + 6 s \| \| 8e \| Giacomo Nizzolo \| Italie \| Dimension Data \| + 6 s \| \| 9e \| Nikolay Cherkasov \| Russie \| Gazprom-RusVelo \| + 6 s \| \| 10e \| César Fonte \| Portugal \| W52-FC Porto \| + 6 s \| |                       |             |                          |                 |
| |                       |             |                          |                 |
| Source : ProCyclingStats |                       |             |                          |                 |
| Classement de l'étape |                       |             |                          |                 |
| Coureur | Coureur               | Pays        | Équipe                   | Temps           |
| 1er | Alex Aranburu         | Espagne     | Caja Rural-Seguros RGA   | 4 h 07 min 55 s |
| 2e | Aleksandr Riabushenko | Biélorussie | UAE Team Emirates        | + 0 s           |
| 3e | Rui Costa             | Portugal    | UAE Team Emirates        | + 0 s           |
| 4e | Cyril Gautier         | France      | Vital Concept-B&B Hotels | + 0 s           |
| 5e | Jhonatan Narváez      | Équateur    | Team Ineos               | + 0 s           |
| 6e | Richard Carapaz       | Équateur    | Movistar Team            | + 0 s           |
| 7e | Pierre Rolland        | France      | Vital Concept-B&B Hotels | + 6 s           |
| 8e | Giacomo Nizzolo       | Italie      | Dimension Data           | + 6 s           |
| 9e | Nikolay Cherkasov     | Russie      | Gazprom-RusVelo          | + 6 s           |
| 10e | César Fonte           | Portugal    | W52-FC Porto             | + 6 s           |

| \| Classement général \| Classement général \| Classement général \| Classement général \| Classement général \| \| Coureur \| Coureur \| Pays \| Équipe \| Temps \| \| ------------------ \| ---------------------------- \| ------------------ \| ----------------------------- \| ------------------ \| \| 1er \| Iván Sosa \| Colombie \| Team Ineos \| 15 h 19 min 51 s \| \| 2e \| Óscar Rodríguez Garaicoechea \| Espagne \| Euskadi Basque Country-Murias \| + 17 s \| \| 3e \| Antonio Pedrero \| Espagne \| Movistar Team \| + 24 s \| \| 4e \| Richard Carapaz \| Équateur \| Movistar Team \| + 28 s \| \| 5e \| David de la Cruz \| Espagne \| Team Ineos \| + 30 s \| \| 5e \| Pierre Rolland \| France \| Vital Concept-B&B Hotels \| + 56 s \| \| 7e \| Guillaume Martin \| France \| Wanty-Gobert \| + 59 s \| \| 8e \| Amanuel Ghebreigzabhier \| Érythrée \| Dimension Data \| + 1 min 04 s \| \| 9e \| Nikolay Cherkasov \| Russie \| Gazprom-RusVelo \| + 1 min 11 s \| \| 10e \| Rui Vinhas \| Portugal \| W52-FC Porto \| + 1 min 12 s \| |                              |          |                               |                  |
| |                              |          |                               |                  |
| Source : ProCyclingStats |                              |          |                               |                  |
| Classement général |                              |          |                               |                  |
| Coureur | Coureur                      | Pays     | Équipe                        | Temps            |
| 1er | Iván Sosa                    | Colombie | Team Ineos                    | 15 h 19 min 51 s |
| 2e | Óscar Rodríguez Garaicoechea | Espagne  | Euskadi Basque Country-Murias | + 17 s           |
| 3e | Antonio Pedrero              | Espagne  | Movistar Team                 | + 24 s           |
| 4e | Richard Carapaz              | Équateur | Movistar Team                 | + 28 s           |
| 5e | David de la Cruz             | Espagne  | Team Ineos                    | + 30 s           |
| 5e | Pierre Rolland               | France   | Vital Concept-B&B Hotels      | + 56 s           |
| 7e | Guillaume Martin             | France   | Wanty-Gobert                  | + 59 s           |
| 8e | Amanuel Ghebreigzabhier      | Érythrée | Dimension Data                | + 1 min 04 s     |
| 9e | Nikolay Cherkasov            | Russie   | Gazprom-RusVelo               | + 1 min 11 s     |
| 10e | Rui Vinhas                   | Portugal | W52-FC Porto                  | + 1 min 12 s     |

### 5eétape
| \| Classement de l'étape \| Classement de l'étape \| Classement de l'étape \| Classement de l'étape \| Classement de l'étape \| \| Coureur \| Coureur \| Pays \| Équipe \| Temps \| \| --------------------- \| ---------------------------- \| --------------------- \| ----------------------------- \| --------------------- \| \| 1er \| Iván Sosa \| Colombie \| Team Ineos \| 3 h 33 min 53 s \| \| 2e \| Rui Costa \| Portugal \| UAE Team Emirates \| + 8 s \| \| 3e \| Amanuel Ghebreigzabhier \| Érythrée \| Dimension Data \| + 14 s \| \| 4e \| Richard Carapaz \| Équateur \| Movistar Team \| + 14 s \| \| 5e \| Guillaume Martin \| France \| Wanty-Gobert \| + 14 s \| \| 6e \| Óscar Rodríguez Garaicoechea \| Espagne \| Euskadi Basque Country-Murias \| + 14 s \| \| 7e \| Antonio Pedrero \| Espagne \| Movistar Team \| + 22 s \| \| 8e \| Mikel Bizkarra \| Espagne \| Euskadi Basque Country-Murias \| + 27 s \| \| 9e \| Nikolay Cherkasov \| Russie \| Gazprom-RusVelo \| + 41 s \| \| 10e \| Pierre Rolland \| France \| Vital Concept-B&B Hotels \| + 43 s \| |                              |          |                               |                 |
| |                              |          |                               |                 |
| Source : ProCyclingStats |                              |          |                               |                 |
| Classement de l'étape |                              |          |                               |                 |
| Coureur | Coureur                      | Pays     | Équipe                        | Temps           |
| 1er | Iván Sosa                    | Colombie | Team Ineos                    | 3 h 33 min 53 s |
| 2e | Rui Costa                    | Portugal | UAE Team Emirates             | + 8 s           |
| 3e | Amanuel Ghebreigzabhier      | Érythrée | Dimension Data                | + 14 s          |
| 4e | Richard Carapaz              | Équateur | Movistar Team                 | + 14 s          |
| 5e | Guillaume Martin             | France   | Wanty-Gobert                  | + 14 s          |
| 6e | Óscar Rodríguez Garaicoechea | Espagne  | Euskadi Basque Country-Murias | + 14 s          |
| 7e | Antonio Pedrero              | Espagne  | Movistar Team                 | + 22 s          |
| 8e | Mikel Bizkarra               | Espagne  | Euskadi Basque Country-Murias | + 27 s          |
| 9e | Nikolay Cherkasov            | Russie   | Gazprom-RusVelo               | + 41 s          |
| 10e | Pierre Rolland               | France   | Vital Concept-B&B Hotels      | + 43 s          |

## Classements finals

### Classement général
| \| Classement général \| Classement général \| Classement général \| Classement général \| Classement général \| \| Coureur \| Coureur \| Pays \| Équipe \| Temps \| \| ------------------ \| ---------------------------- \| ------------------ \| ----------------------------- \| ------------------ \| \| 1er \| Iván Sosa \| Colombie \| Team Ineos \| 18 h 53 min 44 s \| \| 2e \| Óscar Rodríguez Garaicoechea \| Espagne \| Euskadi Basque Country-Murias \| + 31 s \| \| 3e \| Richard Carapaz \| Équateur \| Movistar Team \| + 42 s \| \| 4e \| Antonio Pedrero \| Espagne \| Movistar Team \| + 46 s \| \| 5e \| David de la Cruz \| Espagne \| Team Ineos \| + 1 min 13 s \| \| 5e \| Guillaume Martin \| France \| Wanty-Gobert \| + 1 min 13 s \| \| 6e \| Pierre Rolland \| France \| Vital Concept-B&B Hotels \| + 1 min 18 s \| \| 8e \| Amanuel Ghebreigzabhier \| Érythrée \| Dimension Data \| + 1 min 44 s \| \| 9e \| Nikolay Cherkasov \| Russie \| Gazprom-RusVelo \| + 1 min 52 s \| \| 10e \| Rui Vinhas \| Portugal \| W52-FC Porto \| + 2 min 05 s \| |                              |          |                               |                  |
| |                              |          |                               |                  |
| Source : ProCyclingStats |                              |          |                               |                  |
| Classement général |                              |          |                               |                  |
| Coureur | Coureur                      | Pays     | Équipe                        | Temps            |
| 1er | Iván Sosa                    | Colombie | Team Ineos                    | 18 h 53 min 44 s |
| 2e | Óscar Rodríguez Garaicoechea | Espagne  | Euskadi Basque Country-Murias | + 31 s           |
| 3e | Richard Carapaz              | Équateur | Movistar Team                 | + 42 s           |
| 4e | Antonio Pedrero              | Espagne  | Movistar Team                 | + 46 s           |
| 5e | David de la Cruz             | Espagne  | Team Ineos                    | + 1 min 13 s     |
| 5e | Guillaume Martin             | France   | Wanty-Gobert                  | + 1 min 13 s     |
| 6e | Pierre Rolland               | France   | Vital Concept-B&B Hotels      | + 1 min 18 s     |
| 8e | Amanuel Ghebreigzabhier      | Érythrée | Dimension Data                | + 1 min 44 s     |
| 9e | Nikolay Cherkasov            | Russie   | Gazprom-RusVelo               | + 1 min 52 s     |
| 10e | Rui Vinhas                   | Portugal | W52-FC Porto                  | + 2 min 05 s     |